# Final Zone
Final Zone est un jeu vidéo run and gun sorti en 1990 sur Mega Drive, MSX et X68000. Le jeu a été développé par Wolf Team  et édité par Renovation Products.